# Heslington
Heslington est un village et une ancienne paroisse civile de la banlieue d'York, en Angleterre. C'est le siège de l'Université d'York dont le campus principal a été construit autour de Heslington Hall, un manoir datant du XVIe siècle et classé comme monument historique.